# Capçanes
Capçanes è un comune spagnolo di 412 abitanti situato nella comunità autonoma della Catalogna.